# Tinamú de Taczanowski
El tinamú de Taczanowski (Nothoprocta taczanowskii) és una espècie d'ocell de la família dels tinàmids (Tinamidae) que viu en zones de praderia dels Andes del centre i sud del Perú.